# 辉钼矿
辉钼矿（英語：Molybdenite）是钼的硫化物矿物，化学式为MoS2。輝鉬礦具有与石墨相似的外观和晶体结构，因此有润滑效果。其晶体結構由夹在两层硫原子之间的钼原子层組成。其Mo-S鍵很强，但在三層层间中，頂部和底部的硫原子之間的相互作用力较弱。因此辉钼矿易產生解理面。辉钼矿常見以六方晶系结晶为2H多型，或以三方晶系结晶为3R多型。

## 描述

### 產生

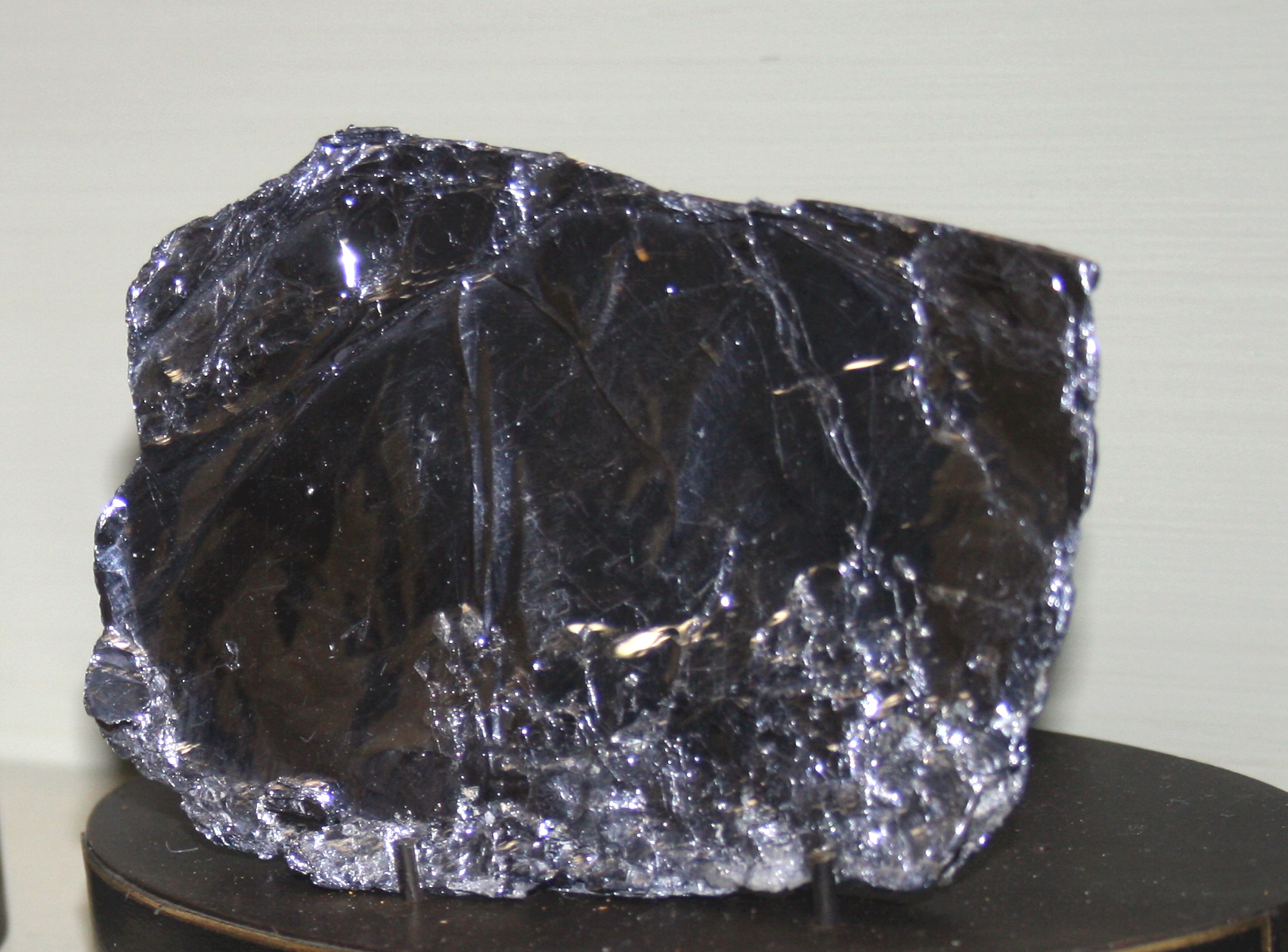
纯度較低的辉钼矿样品

輝鉬礦產生於高溫熱液礦床中，它的伴生礦物包括黃鐵礦、黃銅礦、石英、無水石膏、螢石和白鎢礦。其重要礦床包括在新墨西哥州Questa的散發斑岩型鉬礦床，以及科罗拉多州的的Henderson和Climax礦。亞利桑那州、猶他州和墨西哥的斑岩銅礦床也存在輝鉬礦。

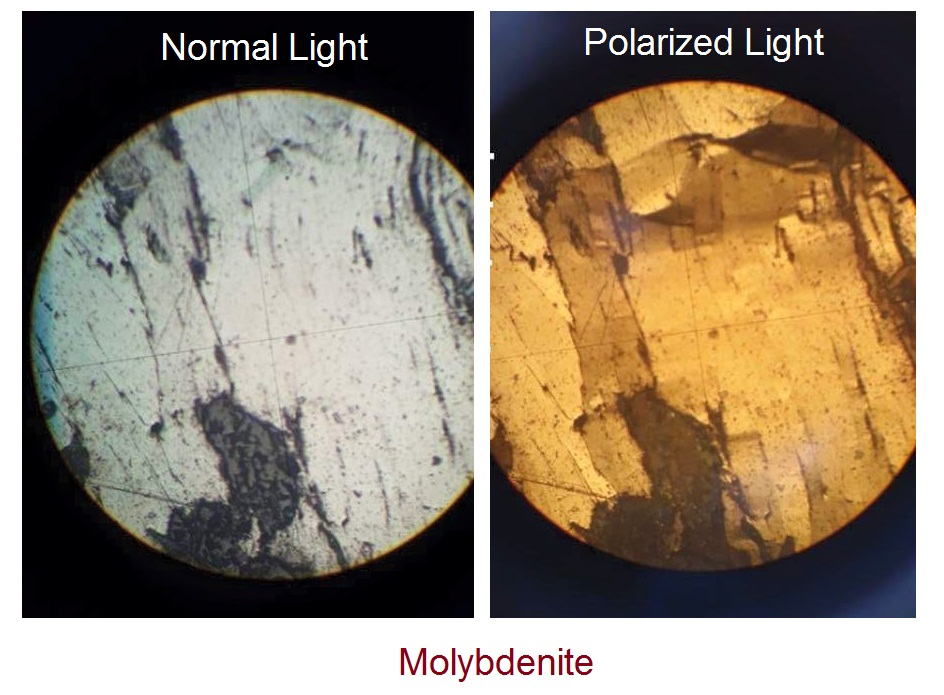
在正常和偏振光下的輝鉬礦

錸元素作為鉬的替代始終存在於輝鉬礦中，通常在百萬分之一（ppm）範圍內，有時高達1-2％。錸含量高可導致X射線衍射技術可檢測到結構多樣性。輝鉬礦基本上是錸的唯一來源。放射性同位素錸-187及其子同位素鋨-187的存在提供了一種有用的地質年代測定技術。

### 特徵

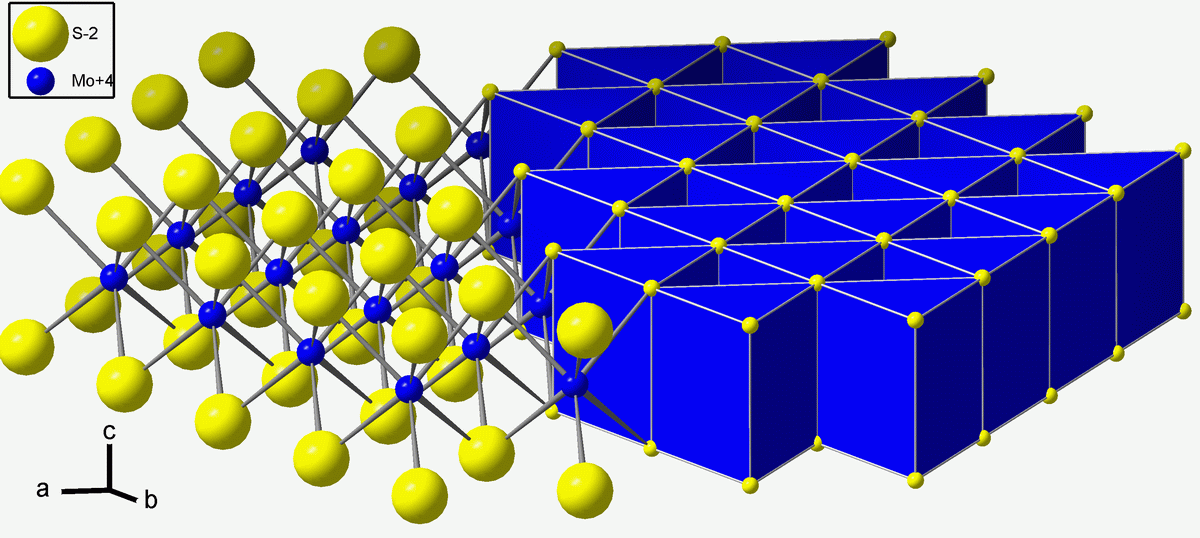
輝鉬礦的晶體結構

輝鉬礦非常柔軟且具有金屬光澤，在外觀上幾乎與石墨相同，在沒有科學設備的情況下無法明確區分這兩種礦物。它在紙上留下痕跡的方式與石墨幾乎相同。它與石墨的區別在於是其更高的比重以及更容易出現在基質上。

## 用途
輝鉬礦是鉬的重要礦石，也是金屬鉬的最常見來源。雖然鉬在地殼中很稀有，但輝鉬礦相對常見且易於加工，這也是金屬鉬的生產具有經濟可行性的主要原因。輝鉬礦通過泡沫浮選提純，然後氧化以形成可溶性鉬酸鹽。仲鉬酸銨還原後可生成金屬鉬，也可用於肥料、催化劑和電池電極。到目前為止，鉬的最常見用途是與鐵製成合金。鉬鐵是高強度和耐腐蝕鋼的重要組成部分。

### 半導體
多層輝鉬礦片是具有間接帶隙的半導體。相比之下，單層薄片具有直接帶隙。在20世紀初，輝鉬礦被用於一些原始的半導體二極管中，這些二極管被稱為貓須檢波器，在早期的礦石收音機中用作解調器。單層輝鉬礦顯示出良好的電子遷移率，可用於製造小的或低壓晶體管。這種晶體管可以探測並發出光，未來可能會在光電子學中使用。